# Arnstädter Verband

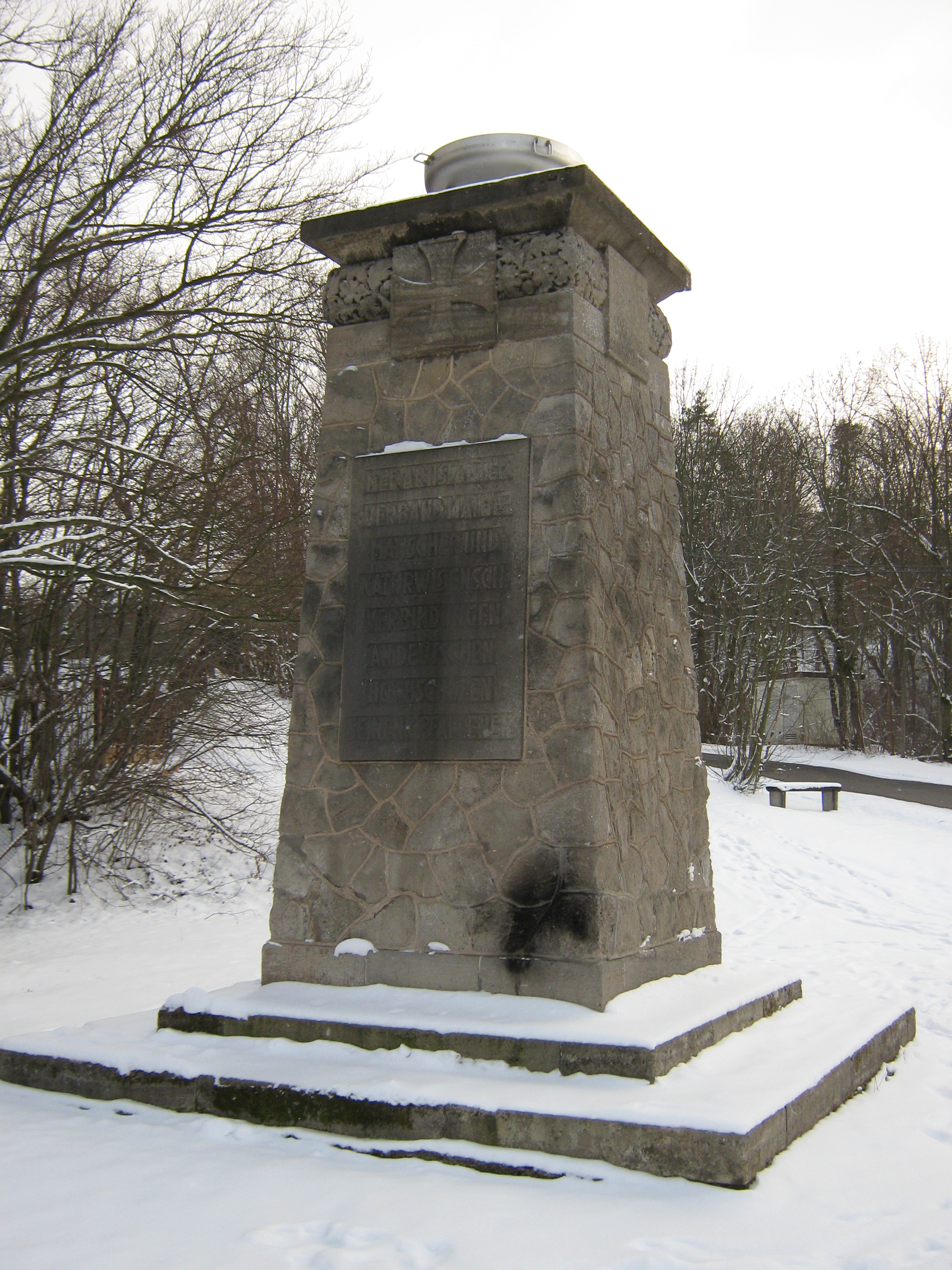
Das Gefallenendenkmal von 1926 auf dem Weg zur Alteburg.

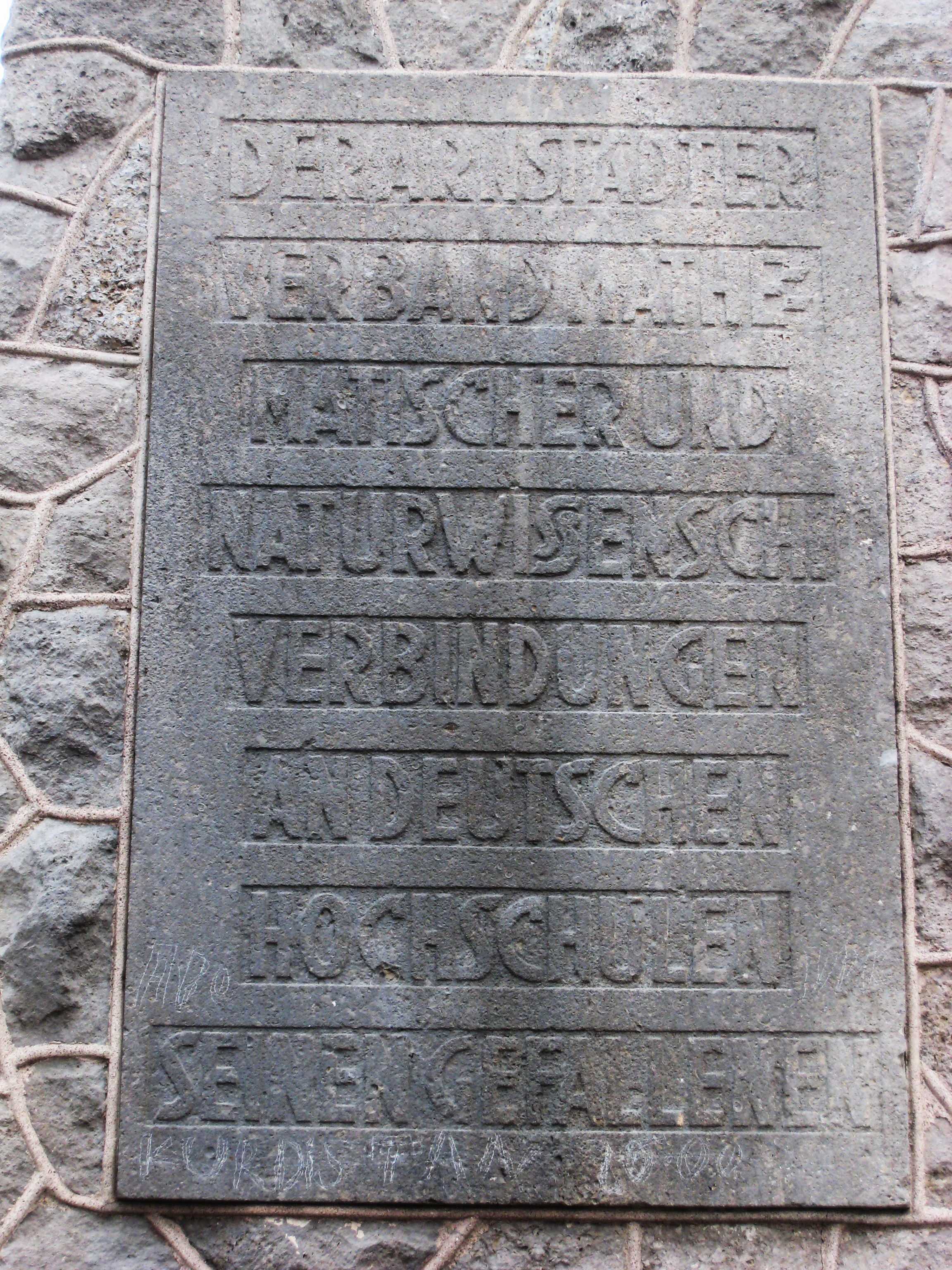
Inschrift am Gefallenendenkmal in Arnstadt

 Der Arnstädter Verband (AV) war ein Korporationsverband, der von 1868 bis 1933 existierte, danach ging er im heute noch existierenden Deutschen Wissenschafter-Verband auf, dem er seit 1910 als Gründungskartell angehörte.
Ursprünglich wurde der AV unter dem Namen Verband Mathematischer und Mathemathisch-Naturwissenschaftlicher Vereine gegründet. Der Name Arnstädter Verband wurde offiziell erst 1909 eingeführt, er rührt vom Tagungsort Arnstadt in Thüringen her, wo man sich seit 1907 jährlich traf. 1910 war der AV eines von insgesamt sieben Gründungskartellen des Deutschen Wissenschafter-Verbands. 1920 wurde der AV letztmals umbenannt, in Arnstädter Verband mathematischer und naturwissenschaftlicher Verbindungen an Deutschen Hochschulen im DWV. In seiner Blütezeit in den 1920er Jahren umfasste der AV zwanzig Verbindungen. 1924 gehörten ihm 325 Studenten und 2000 Alte Herren an. Am Ersten Weltkrieg nahmen knapp 1000 Mitglieder teil, von denen 250 gefallen sind. Auf dem 9. Verbandstag des DWV 1933 schlossen sich die verbliebenen Kartelle AV und 'Dornburg-Kartell' zusammen und gaben ihre Eigenständigkeit zugunsten eines Einheits-DWV auf. Der DWV erklärte Arnstadt daraufhin zu seinem Tagungsort. Das 1926 eingeweihte Gefallenen-Denkmal des Arnstädter Verbandes ist heute noch auf der Alteburg bei Arnstadt zu besichtigen.

## Persönlichkeiten
siehe auch Deutscher Wissenschafter-Verband
- Max Born, Mathematiker (MNV Breslau)[1]
- Georg Cantor, Mathematiker und Begründer der Mengenlehre (MNV Berlin)
- Erich Dagobert von Drygalski, Polarforscher (MNV Marsia Bonn)
- Walther von Dyck, Mathematiker (MNV München)[2]
- Felix Klein, Mathematiker (MNV Marsia Bonn)
- Max Kling, Agrikulturchemiker (ANV Breslau)
- Max von Laue, Physiker und Nobelpreisträger (MNV Berlin)
- Max Planck, Physiker (MNV München)[2]
- Karl Rohn, Mathematiker (MNV München)[2]
- Arthur Schoenflies, Mathematiker (MNV Göttingen)
- Alfred Wegener, Meteorologe, Polar- und Geowissenschaftler (MNV Albingia Berlin)
- Joseph Wirth, Reichskanzler (MNV Makaria Freiburg)

## Mitgliedsverbindungen
- Mathematisch-Naturwissenschaftliche Verbindung Albingia Berlin
- Mathematischer Verein Berlin
- Mathematisch-Naturwissenschaftliche Verbindung Bonn
- Mathematisch-Naturwissenschaftliche Verbindung Cimbria Breslau
- Akademisch-Naturwissenschaftlicher Verein Breslau
- Naturwissenschaftliche Verbindung Prussia Danzig
- Mathematisch-Naturwissenschaftliche Verbindung Gothia Frankfurt am Main
- Mathematisch-Naturwissenschaftliche Verbindung Markomannia Göttingen
- Mathematisch-Naturwissenschaftliche Verbindung Vandalia Greifswald
- Mathematisch-Naturwissenschaftliche Verbindung Markomannia Halle
- Mathematisch-Naturwissenschaftliche Verbindung Markomannia Heidelberg
- Mathematisch-Naturwissenschaftliche Verbindung Markomannia Jena
- Akademisch-Wissenschaftliche Verbindung Catena Karlsruhe
- Mathematisch-Naturwissenschaftliche Verein Kiel
- Mathematischer Verein Leipzig
- Naturwissenschaftlich-Medizinische Verbindung Leipzig
- Akademisch-Wissenschaftliche Verbindung Markomannia Marburg
- Mathematisch-Naturwissenschaftliche Verbindung München
- Mathematisch-Naturwissenschaftliche Verbindung Rheno-Chattia Münster
- Akademisch-Wissenschaftliche Verbindung Makaria Stuttgart